# Torrylin Cairn
Torrylin Cairn is een neolithische graftombe, gelegen 0,4 kilometer ten zuidoosten van Lagg op het Schotse eiland Arran.

## Beschrijving
Torrylin Cairn stamt uit het neolithicum, 4000-3000 v.Chr. Het is een gekamerde graftombe, een zogenaamde Clyde Chambered Tomb. Clyde tombes zijn geconcentreerd in het zuidwesten van Schotland en zijn in het algemeen wigvormig, 25 meter lang en 15 meter breed. De gang en de kamer vormen min of meer één geheel. Op de lagere niveaus zijn de compartimenten gescheiden door grote rechtopstaande stenen, op de hogere niveaus met behulp van stapelmuurwerk. De gang komt uit op een centraal voorhof dat een halve cirkel vormt. In zo'n voorhof werden vermoedelijk rituelen uitgevoerd. Andere voorbeelden zijn de Cairn Holy Chambered Cairns en Carn Ban.
De Torrylin Cairn heeft één overgeleverde kamer van 6,7 meter lang en ongeveer 1,2 meter breed. De kamer ligt op de lijn noordnoordwest-zuidzuidoost. De kamer is verdeeld in vier compartimenten door middel van rechtopstaande stenen. In het derde en vierde compartiment werden resten gevonden van minimaal zes volwassenen en twee kinderen, tezamen met een kom en een stenen mes.
Opgravingen vonden plaats in 1861, 1896 en in 1900.
In 1864 werd een nabijgelegen cairn genaamd Torrylin Water vernietigd; een aantal urnen dat hierbij werd ontdekt verviel tot stof.

## Beheer
Torrylin Cairn wordt beheerd door Historic Environment Scotland.